# Puchar Ameryki Południowej w narciarstwie dowolnym 2016
Puchar Ameryki Południowej w narciarstwie dowolnym 2016 rozpoczął się 5 sierpnia 2016 w La Parva. Tegoroczny puchar zakończył się 11 września 2017 w argentyńskim Cerro Catedral.
Puchar Ameryki Południowej został rozegrany w 2 krajach i 3 miastach.

## Konkurencje
- SX = skicross
- BA = Big Air
- SS = Slopestyle

## Kalendarz i wyniki SAC

### Mężczyźni
| Lp | Data             | Miejscowość    | Konkurencja | 1. miejsce      | 2. miejsce                  | 3. miejsce               |
| -- | ---------------- | -------------- | ----------- | --------------- | --------------------------- | ------------------------ |
| 1. | 5 sierpnia 2016  | La Parva       | SX          | Ned Ireland     | Joaquín Valdés              | Eduardo Soler            |
| 2. | 6 sierpnia 2016  | La Parva       | SX          | Ned Ireland     | Eduardo Soler               | Joaquín Valdés           |
| 3. | 19 sierpnia 2016 | Cerro Catedral | SX          | Thomas Hayward  | Justin Wallasch             | Bradley Burgess          |
| 4. | 20 sierpnia 2016 | Cerro Catedral | SX          | Justin Wallasch | Federico Murtagh            | Wolfgang Virostek        |
| 5. | 26 sierpnia 2016 | El Colorado    | BA          | Mateo Cremer    | Jaime Eduardo López Garrido | Nahuel Medrano           |
| 6. | 27 sierpnia 2016 | El Colorado    | BA          | Mateo Cremer    | Martin Barros               | Nahuel Medrano           |
| 7. | 10 września 2016 | Cerro Catedral | SS          | Mateo Cremer    | Andre Hamm                  | Rodrigo Guzmán Cimorelli |
| 8. | 11 września 2016 | Cerro Catedral | SS          | Andre Hamm      | Francisco Salas             | Mateo Bonacalza          |

### Kobiety
| Lp | Data             | Miejscowość    | Konkurencja | 1. miejsce                | 2. miejsce          | 3. miejsce              |
| -- | ---------------- | -------------- | ----------- | ------------------------- | ------------------- | ----------------------- |
| 1. | 5 sierpnia 2016  | La Parva       | SX          | Magdalena Casas-Cordero   | Melanie Kraizel     | María José Figueroa     |
| 2. | 6 sierpnia 2016  | La Parva       | SX          | Magdalena Casas-Cordero   | María José Figueroa | Melanie Kraizel         |
| 3. | 19 sierpnia 2016 | Cerro Catedral | SX          | Karolina Riemen-Żerebecka | Leah Emaus          | Julia Marino            |
| 4. | 20 sierpnia 2016 | Cerro Catedral | SX          | Karolina Riemen-Żerebecka | Leah Emaus          | Magdalena Casas-Cordero |
| 5. | 26 sierpnia 2016 | El Colorado    | BA          | Zuzana Stromková          | Dominique Ohaco     | Melanie Kraizel         |
| 6. | 27 sierpnia 2016 | El Colorado    | BA          | Dominique Ohaco           | Zuzana Stromková    | Melanie Kraizel         |
| 7. | 10 września 2016 | Cerro Catedral | SS          | Odwołano                  | Odwołano            | Odwołano                |
| 8. | 11 września 2016 | Cerro Catedral | SS          | Odwołano                  | Odwołano            | Odwołano                |

## Klasyfikacje

### Mężczyźni
| Lp. | Zawodnik                 | Punkty |
| --- | ------------------------ | ------ |
| 1.  | Mateo Cremer             | 70     |
| 2.  | Nahuel Medrano           | 40     |
| 3.  | Ned Ireland              | 41     |
| 4.  | Rodrigo Guzmán Cimorelli | 37.20  |
| 5.  | Andre Hamm               | 36     |
| 5.  | Justin Wallasch          | 36     |
| 7.  | Mateo Bonacalza          | 34.20  |
| 7.  | Francisco Salas          | 34.20  |
| 9.  | Benjamin Garces          | 31.20  |
| 10. | Thomas Hayward           | 30     |

| Lp. | Zawodnik              | Punkty |
| --- | --------------------- | ------ |
| 1.  | Ned Ireland           | 200    |
| 2.  | Justin Wallasch       | 180    |
| 3.  | Thomas Hayward        | 150    |
| 4.  | Eduardo Soler         | 140    |
| 4.  | Joaquín Valdés        | 140    |
| 6.  | Wolfgang Virostek     | 96     |
| 7.  | Sebastián Cortínez    | 95     |
| 7.  | Lucas Soler           | 95     |
| 9.  | Bradley Burgess       | 92     |
| 10. | Juan Ignacio Roncallo | 90     |
| 10. | Juan Pablo Vallecillo | 90     |

| Lp. | Zawodnik                 | Punkty |
| --- | ------------------------ | ------ |
| 1.  | Andre Hamm               | 180    |
| 2.  | Mateo Cremer             | 150    |
| 3.  | Francisco Salas          | 106    |
| 4.  | Rodrigo Guzmán Cimorelli | 100    |
| 5.  | Mateo Bonacalza          | 89     |
| 6.  | Nahuel Medrano           | 85     |
| 7.  | Martin Oliger            | 81     |
| 8.  | Benjamin Garces          | 79     |
| 9.  | Raimundo Maturana        | 64     |
| 10. | Juan Pablo Bañados       | 62     |

### Kobiety
| Lp. | Zawodniczka               | Punkty |
| --- | ------------------------- | ------ |
| 1.  | Magdalena Casas-Cordero   | 310    |
| 2.  | Karolina Riemen-Żerebecka | 200    |
| 3.  | Leah Emaus                | 160    |
| 4.  | María José Figueroa       | 140    |
| 4.  | Melanie Kraizel           | 140    |
| 6.  | Julia Marino              | 105    |
| 7.  | Valentina Becerra         | 95     |
| 7.  | Victoria Belvis           | 95     |
| 7.  | Francisca Santiagos       | 95     |
| 10. | Victoria Gressani         | 80     |